# 泰德·莱昂西斯
西奥多·约翰·莱昂西斯（Theodore John Leonsis，1957年1月8日—）是一名美国商人、投资人、电影制作人、作家、慈善家和前政治家。他曾是美国在线的高管，也是一家运动娱乐公司（Monumental Sports & Entertainment）的创始人、董事长兼首席执行官，革命成长基金（Revolution Growth Fund）的创始人，他创立的SnagFilms曾凭纪录片《南京》获2009年新闻与纪录片艾美奖。

## 生平
1957年1月8日，他出生在纽约市布鲁克林的一个工人阶级、希腊移民家庭，祖父母是工厂工人，父母是服务员和秘书。他的高中辅导员曾说他注定要在杂货店工作。他曾靠给别人修剪草坪打工赚钱。
他曾就读于布鲁克林科技高中，搬到马萨诸塞州洛厄尔后就读于洛厄尔高中，1973年毕业。他是家里的第一个大学生，就读乔治城大学美国研究专业，1977年以全班第一的成绩毕业。大学毕业后，他搬回洛厄尔的父母家中，曾在王安電腦担任经理，在哈里斯公司担任营销主管。
1981年3月，他离开哈里斯公司，到佛罗里达州创业，1982年成立科技杂志《LIST》 ，两年后，他以4000万美元的价格将公司卖给汤森路透，净赚2000万美元。 